# 예천 용문사 영산회괘불탱
예천 용문사 영산회괘불탱(醴泉 龍門寺 靈山會掛佛幀)은 대한민국 경상북도 예천군 용문면, 용문사에 있는 조선시대의 불화이다. 2005년 9월 6일 대한민국의 보물 제1445호로 지정되었다.

## 개요
예천용문사영산회괘불탱은 입상의 삼존불상을 배경으로 본존불상 머리 좌우에 가섭존자와 아난존자를 배치시켜 5존도 형식을 취하였다. 삼존불상 가운데 통견(通肩)의 적색 대의(大衣)에 밝은 회청색 내의를 착용한 본존 불상은 머리 높이가 180cm이고 머리 광배의 폭만도 무려 273.cm에 이르러 10미터가 넘는 화면 전체를 다 차지할 정도로 큼직하게 그려져 있다. 적색 대의에는 봉황문과 화문, 격자문, 연화문 등의 둥근 무늬가 전체에 걸쳐 정연하게 시문되어 있으며, 내의에는 흰색의 연꽃무늬가 장식되어 있다.
본존불 하단 좌·우로는 협시보살상을 배치하였는데 두 상 모두 손 모습과 천의(天衣)의 표현만 약간 다를 뿐 본존불을 향해 몸을 틀고 있는 신체의 자세 및 벌리고 서 있는 발의 모습, 인물의 크기와 형태, 보관, 지물 등이 거의 대칭을 이루고 있다. 화면 상단 본존불상의 머리 좌·우에는 가섭존자와 아난존자가 자리하였으며, 배경으로는 황·적·청·녹색의 색구름대(彩雲帶)를 깔고 감청색의 하늘을 두어 공간감을 부여해주고 있다. 또한 그림 내부 하단 가운데 쪽에 왕실의 안위를 발원하는 내용의 글이 있으며, 테두리 하단부에는 화기가 남아 있다.
이 괘불탱은 괘불탱으로서는 비교적 빠른 시기에 해당하는 1705년 조성의 작품으로, 둥글넓적해진 얼굴에 근엄함이 엿보이며, 어깨가 약간 올라가는 등 17세기로부터 18세기로 넘어 가는 과도기적 특징을 잘 보여주고 있을 뿐만 아니라, 보살상이 아닌 부처상으로써 지물(연꽃가지)을 드는 새로운 도상의 예를 보여주어 조선시대 불화 연구에 학술적 자료로서의 가치가 크다.

## 같이 보기
- 용문사

## 참고 자료
- 예천용문사영산회괘불탱 - 국가유산청 국가유산포털